# Hoedekenskerke

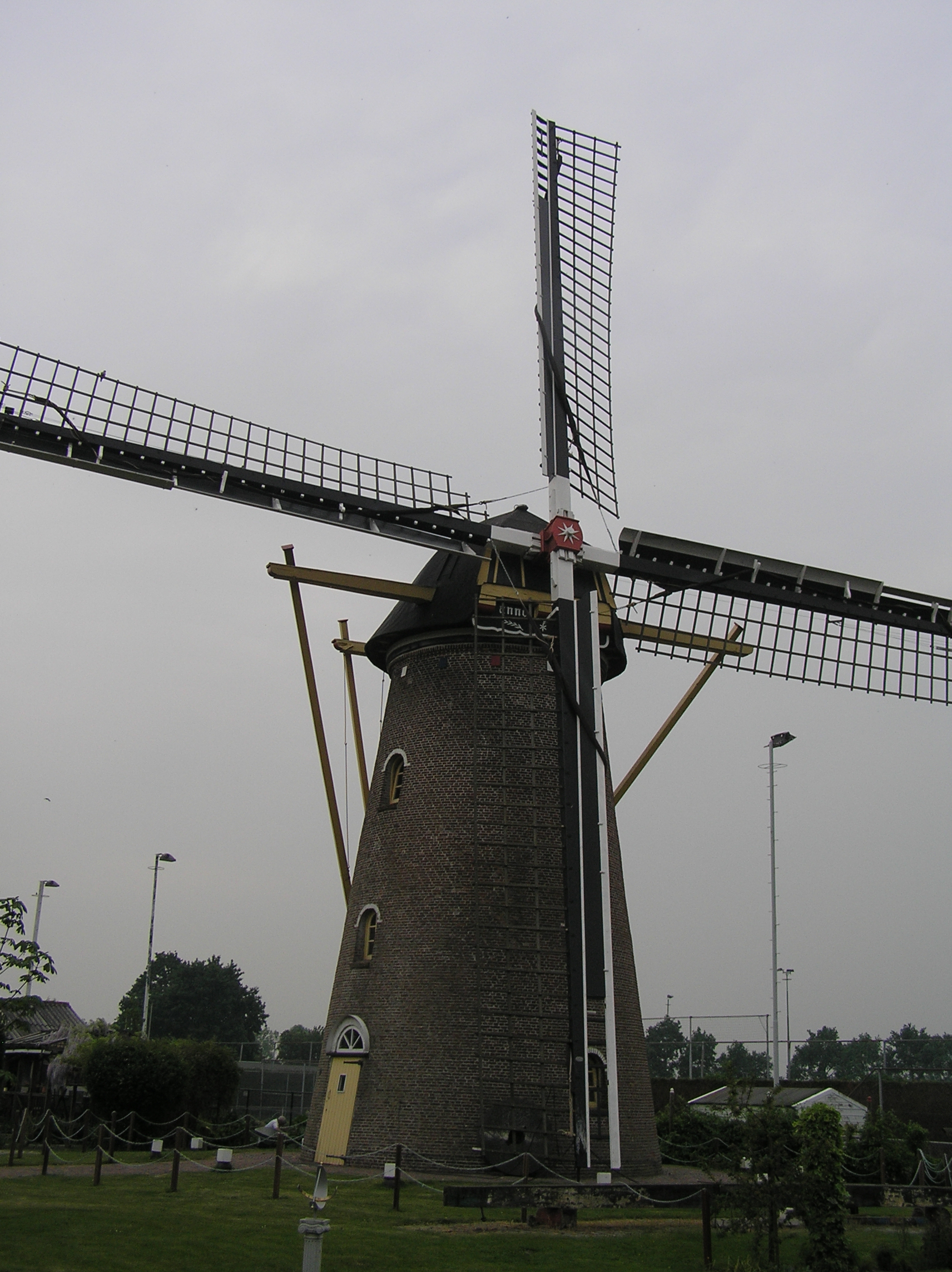
Koutermolen

Hoedekenskerke (seeländisch Oetjeskerreke) ist ein Dorf der Gemeinde Borsele in der niederländischen Provinz Zeeland mit rund 720 Einwohnern (Stand: 1. Januar 2024), das am Ufer der Westerschelde liegt.
An der Molenstraat liegt die ehemalige Kornmühle Koutermolen von 1874, in der bis 1964 berufsmäßig Korn gemahlen wurde. Im ehemaligen Fährhafen liegt noch der Anlegesteg für die Fähre nach Terneuzen, deren Betrieb 1972 eingestellt wurde. Er versandet langsam und wird nur noch von kleinen Jachten und Sportfischerbooten angelaufen. An der Kerkstraat findet sich die spätgotische St. Joriskerk aus der ersten Hälfte des 15. Jahrhunderts.
Schon seit den 1930er Jahren ist Hoedekenskerke an eine Bahnlinie angeschlossen, die „ringlijn“ (Ringlinie) Goes - Borsele - Hoedekenskerke - Goes der SZB, die vor allem in den Ferienmonaten rege genutzt wird.
Obwohl das Wappen von Hoedekenskerke drei Melonen zeigt, hat der Dorfname nichts mit Hüten (niederländisch für Hut: hoed) zu tun, sondern kommt vielmehr von einem Heer Odekijn, ein Herr, der Anfang des 15. Jahrhunderts dem Dorf eine Kirche stiftete. Im 19. Jahrhundert wurde sie abgerissen; nur der Chor wurde erhalten, wo sich auch noch ein interessanter Hinweis auf die Zeitgeschichte befindet: Der Grabstein von Pastor Jan Lanaerts aus Bakendorp, der am 28. April 1518 verstarb, ist einer der wenigen Hinweise auf das 1530 in einer Sturmflut versunkene Bakendorp.